# Hårig växthusmyra
Hårig växthusmyra (Paratrechina vividula) är en myrart som först beskrevs av Nylander 1846.  Hårig växthusmyra ingår i släktet Paratrechina och familjen myror. Arten är tillfälligt reproducerande i Sverige.

## Underarter
Arten delas in i följande underarter:
- P. v. antillana
- P. v. australis
- P. v. docilis
- P. v. mjobergi
- P. v. vividula

## Bildgalleri

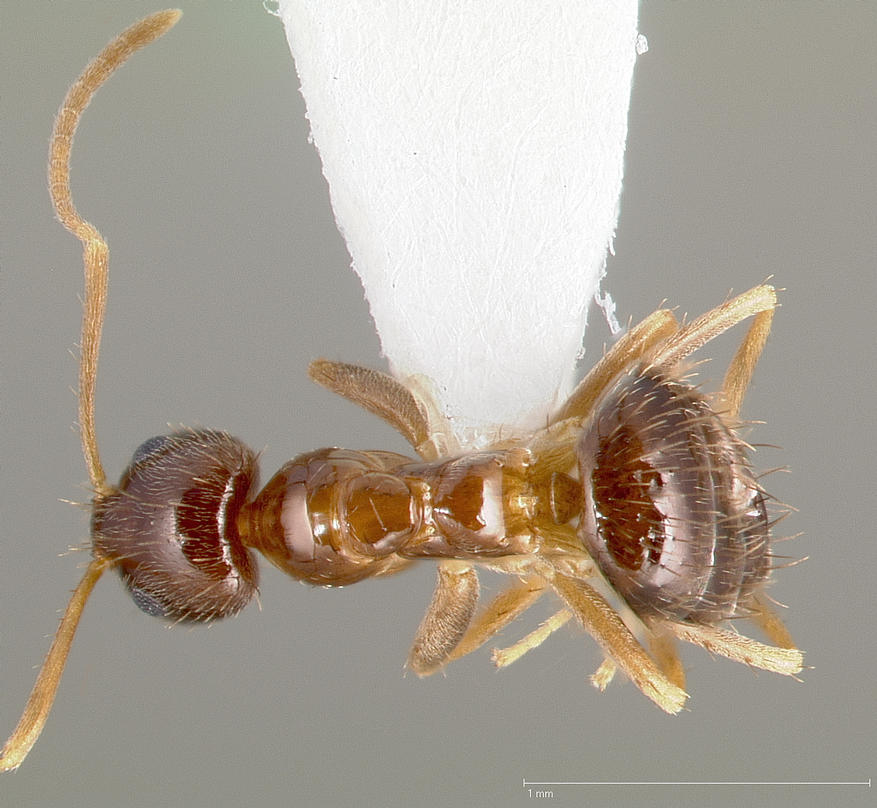
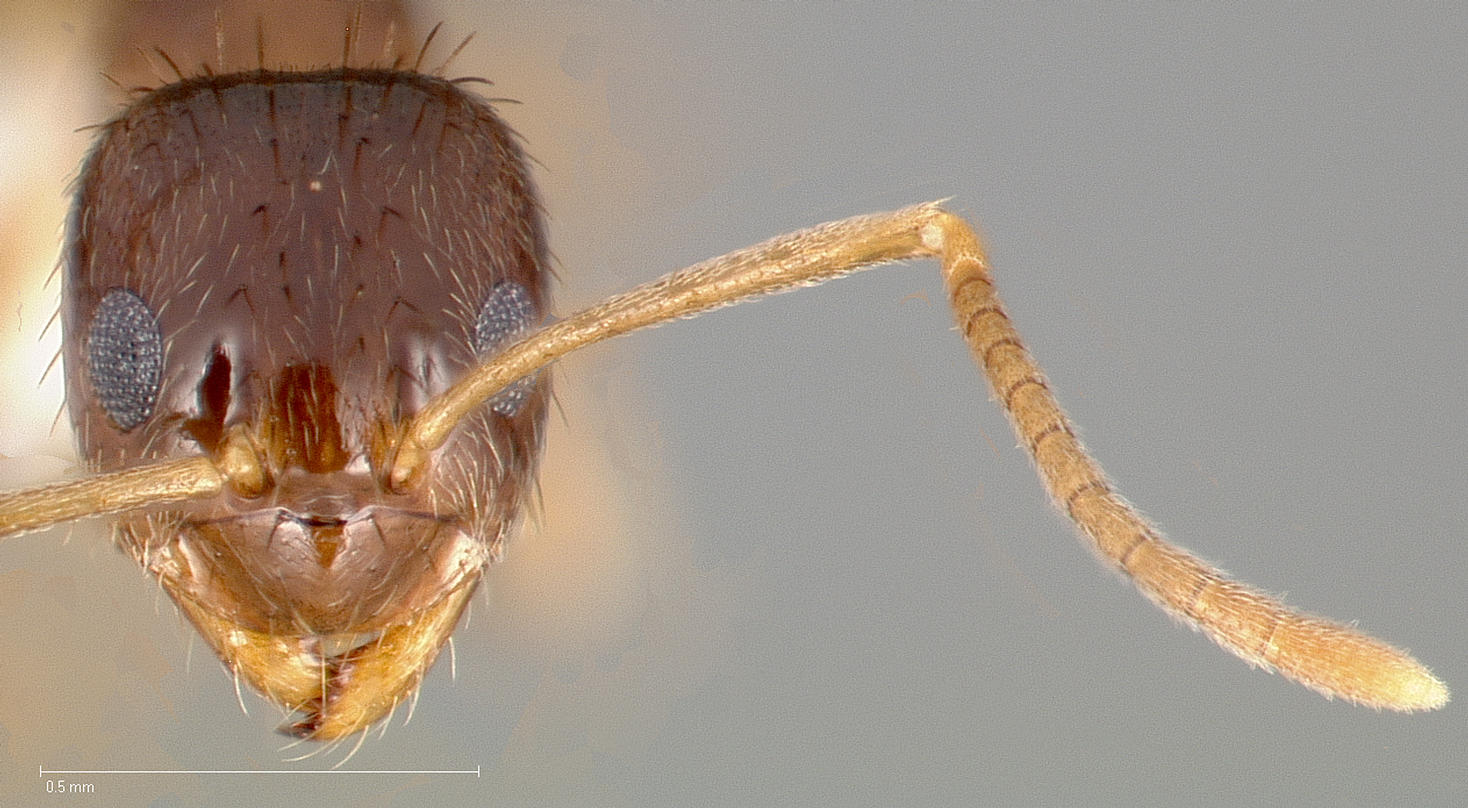
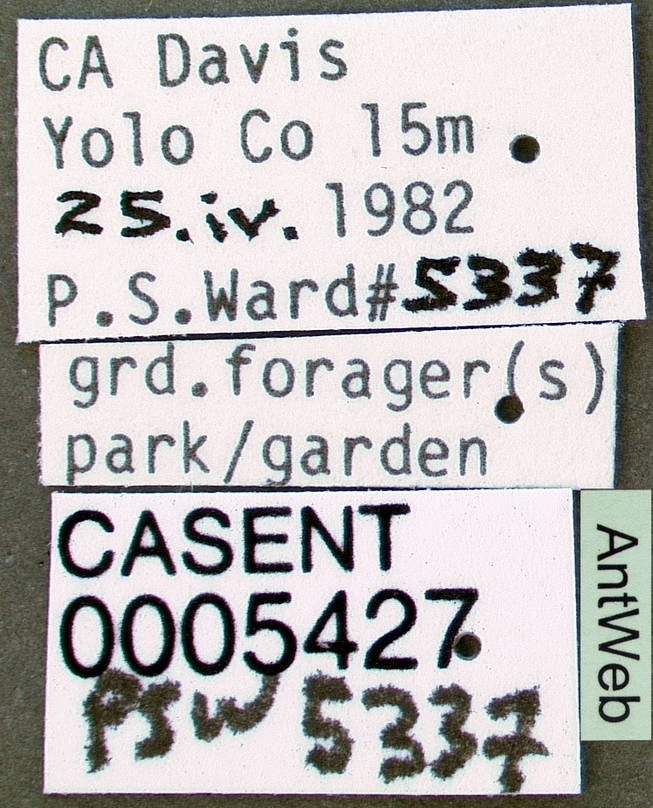
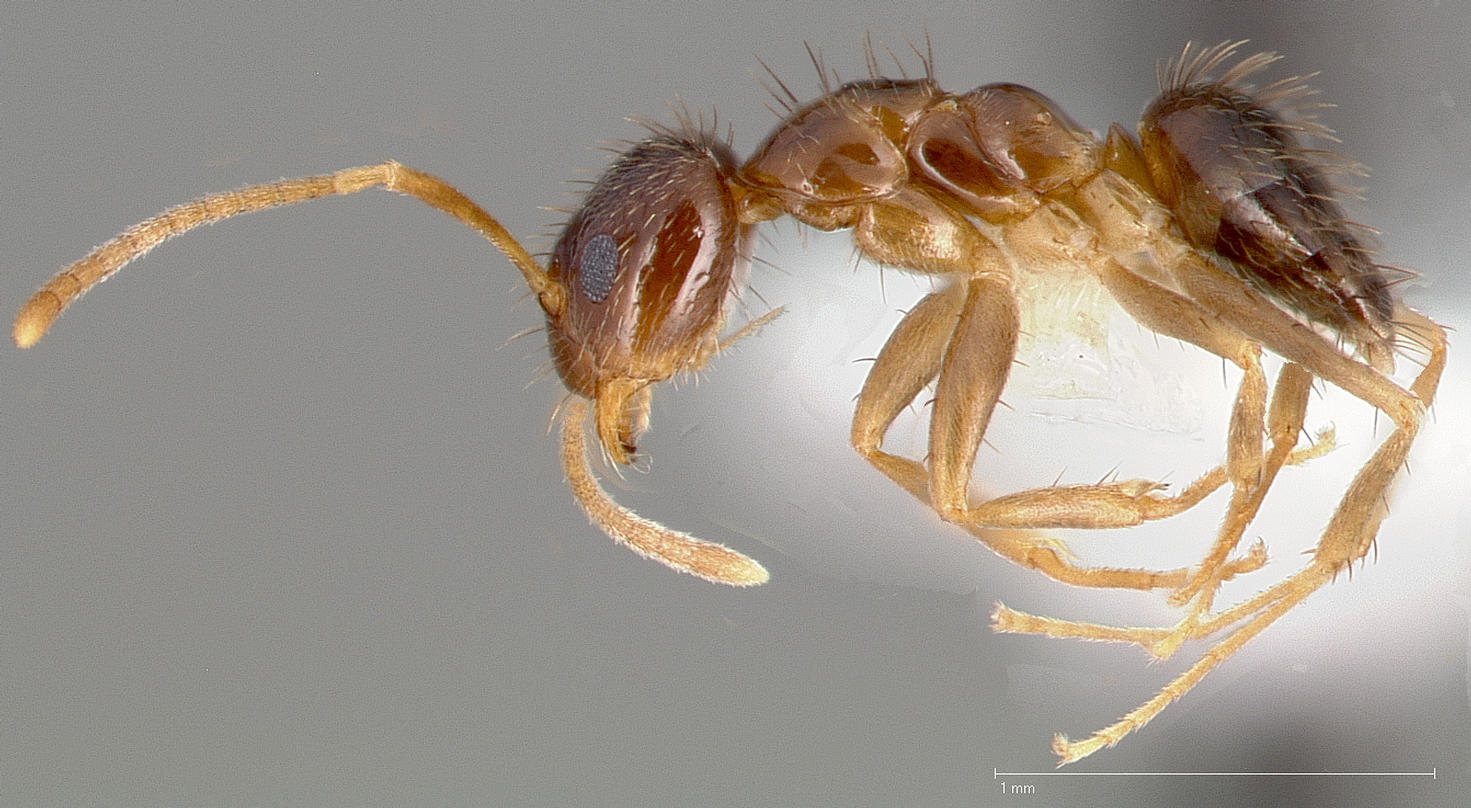
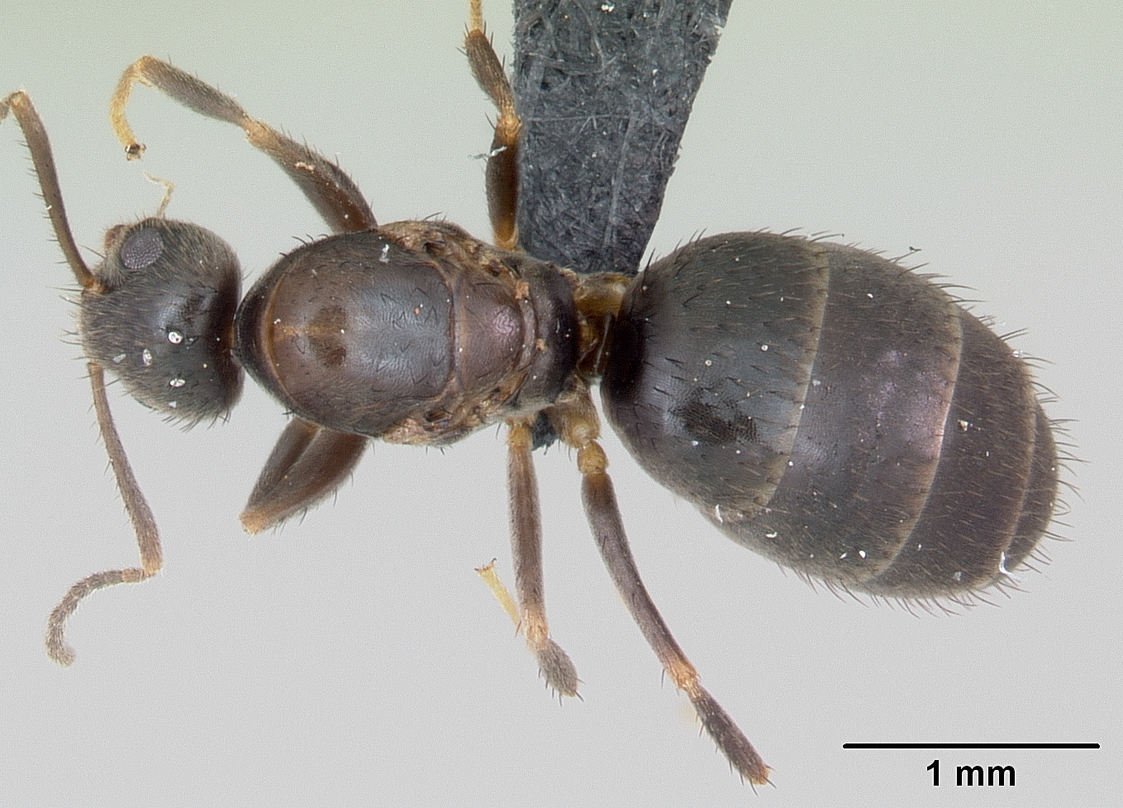
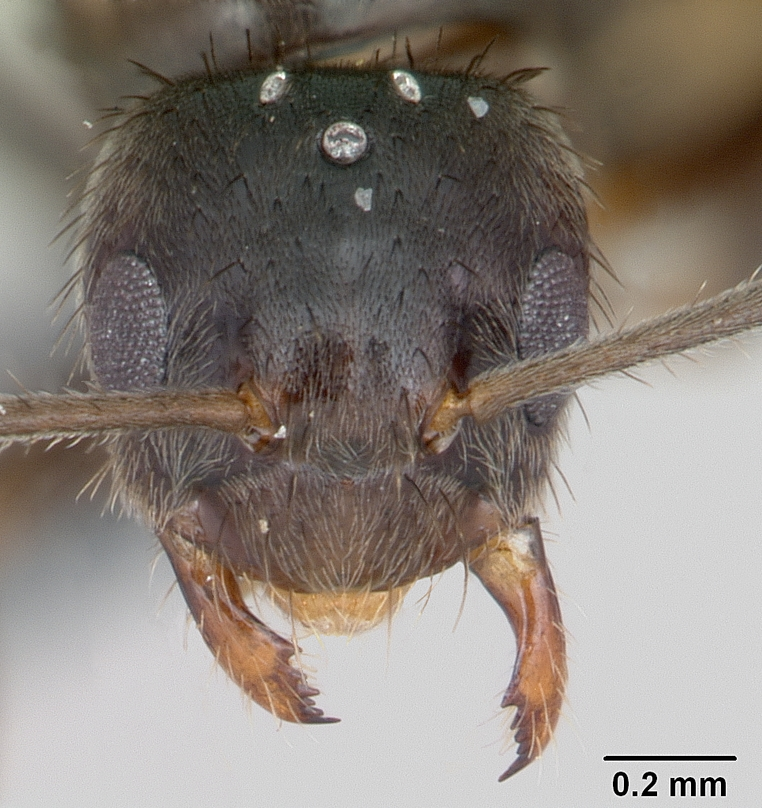